# Fernando Villalona
Ramon Fernando Villalona alias Fernando Villalona né le 7 mai 1955 est un chanteur de merengue dominicain populaire dont la carrière commence au début des années 1980 jusqu'à nos jours.  
Il est parfois surnommé "El Mayimbe".

## Biographie
Des chansons telles que "Tabaco y ron", "Celos", "Te Amo Demasiado", "La Hamaquita", "Dominicano Soy", "Sonámbulo" et "Carnaval", entre autres, sont devenues populaires dans les années 1980. "Quisqueya", "No Podrás", "Música Latina", "Retorno" et "Me he Enamorado" comptent parmi ses plus grands succès dans les années 1990. Ces dernières années, il a eu des problèmes de santé rendant sa tâche difficile. Mais en plus du fait qu’il n’a pas été en mesure de se produire fréquemment, il est probablement toujours le plus important chanteur de merengue de l’histoire dominicaine. Il était marié à Evelyn Jorge, une femme d’origine portoricaine et ils ont une fille appelée Paloma.
Fernando Villalona a participé à la version espagnole de " Nous sommes le monde ", aux côtés d'autres superstars telles que Shakira , Ricky Martin et Enrique Iglesias . En 2011, il célèbre ses 40 ans dans le secteur de la musique et a décidé de créer un album chrétien. En octobre 2011, il a publié "Mi Luz", un album religieux louant Dieu. Il chante son passé troublé et son évolution au fil des années. Raul Jurany a écrit la chanson "Me He Enamorado" et la lui a donnée.
Fernando Villalona a enregistré "El Color de Tu Mirada" avec la chanteuse et compositrice américaine Victoria Daly. La chanson a été écrite spécialement pour Victoria Daly par Gilberto de Ose pour être chantée avec Villalona. Le clip a été filmé et réalisé par René Brea en République dominicaine. Il a été publié fin novembre/début décembre. Le clip a été nommé pour les prix Soberano 2013 en avril.

## Discographie
- "Celos",
- "Te Amo Demasiado"
- "Dominicano Soy"
- "Sonambulo"
- "Baila en la Calle"
- "Quisqueya"
- "No Podras"
- "Musica Latina"
- "Retorno"
- "Me He Enamorado"